# Kamenné Zboží
Kamenné Zboží település Csehországban, a Nymburki járásban. Kamenné Zboží Čilec, Kostomlaty nad Labem, Kostomlátky, Nymburk és Dvory településekkel határos. Lakosainak száma 510 fő (2024. január 1.).

## Népesség
A település lakosságának változását az alábbi diagram mutatja:
| Lakosok száma | 309  | 484  | 679  | 664  | 575  | 507  | 555  | 555  | 513  | 510  |
|               | 1869 | 1890 | 1921 | 1950 | 1980 | 2001 | 2017 | 2019 | 2022 | 2024 |